# Киласу, Массамба
Массамба Киласу (фр. Massamba Kilasu; 22 декабря 1950, Киншаса, Колонии Бельгии — 25 июня 2020) — заирский футболист, полузащитник.

## Биография
В 1974 году выступал за заирский клуб из Киншасы «Билима», который сейчас называется «Дрэгонз».
Выступал за национальную сборную Заира. Вместе со сборной дважды участвовал в Кубке африканских наций в 1972 в Камеруне и 1976 в Эфиопии.
В квалификации на чемпионат мира 1974 Массамба Киласу провёл 1 матч. В 1974 году главный тренер Заира Благоя Видинич вызвал Киласу на чемпионат мира, который проходил в ФРГ и стал первым мундиалем для Заира в истории. Массамба был заявлен под 6 номером. В своей группе команда заняла последнее 4 место, уступив Шотландии, Бразилии и Югославии. Киласу сыграл во всех 3 матчах.
Всего за сборную Заира провёл 8 матчей.